# Jezerine
Jezerine is een plaats in de gemeente Krašić in de Kroatische provincie Zagreb. De plaats telt 53 inwoners (2001).